# Antonivka, Hmelnîțkîi
Antonivka (în ucraineană Антонівка) este localitatea de reședință a comunei Antonivka din raionul Hmelnîțkîi, regiunea Hmelnîțkîi, Ucraina.

## Demografie
Componența lingvistică a localității Antonivka
     Ucraineană (96,99%)
     Rusă (2,48%)
     Alte limbi (0,36%)
Conform recensământului din 2001, majoritatea populației localității Antonivka era vorbitoare de ucraineană (96,99%), existând în minoritate și vorbitori de rusă (2,48%).